# یوهو مکلا
یوهو مکلا (فنلاندی: Juho Mäkelä؛ زادهٔ ۲۳ ژوئن ۱۹۸۳) بازیکن فوتبال اهل فنلاند است.
از باشگاه‌هایی که در آن بازی کرده‌است می‌توان به باشگاه فوتبال هلسینکی، باشگاه فوتبال ماریهامن، باشگاه فوتبال اس‌وی زاندهاوزن، باشگاه فوتبال سینایوئن یالکاپالوکرهو، باشگاه فوتبال تون، باشگاه فوتبال هارت آف میدلوتیان، باشگاه فوتبال اچ‌آی‌اف‌کی، باشگاه فوتبال واسان پالوسئورا، باشگاه فوتبال سیدنی، و باشگاه فوتبال سنت گالن اشاره کرد.
وی همچنین در تیم ملی فوتبال فنلاند بازی کرده‌است.